# Castelo Branco

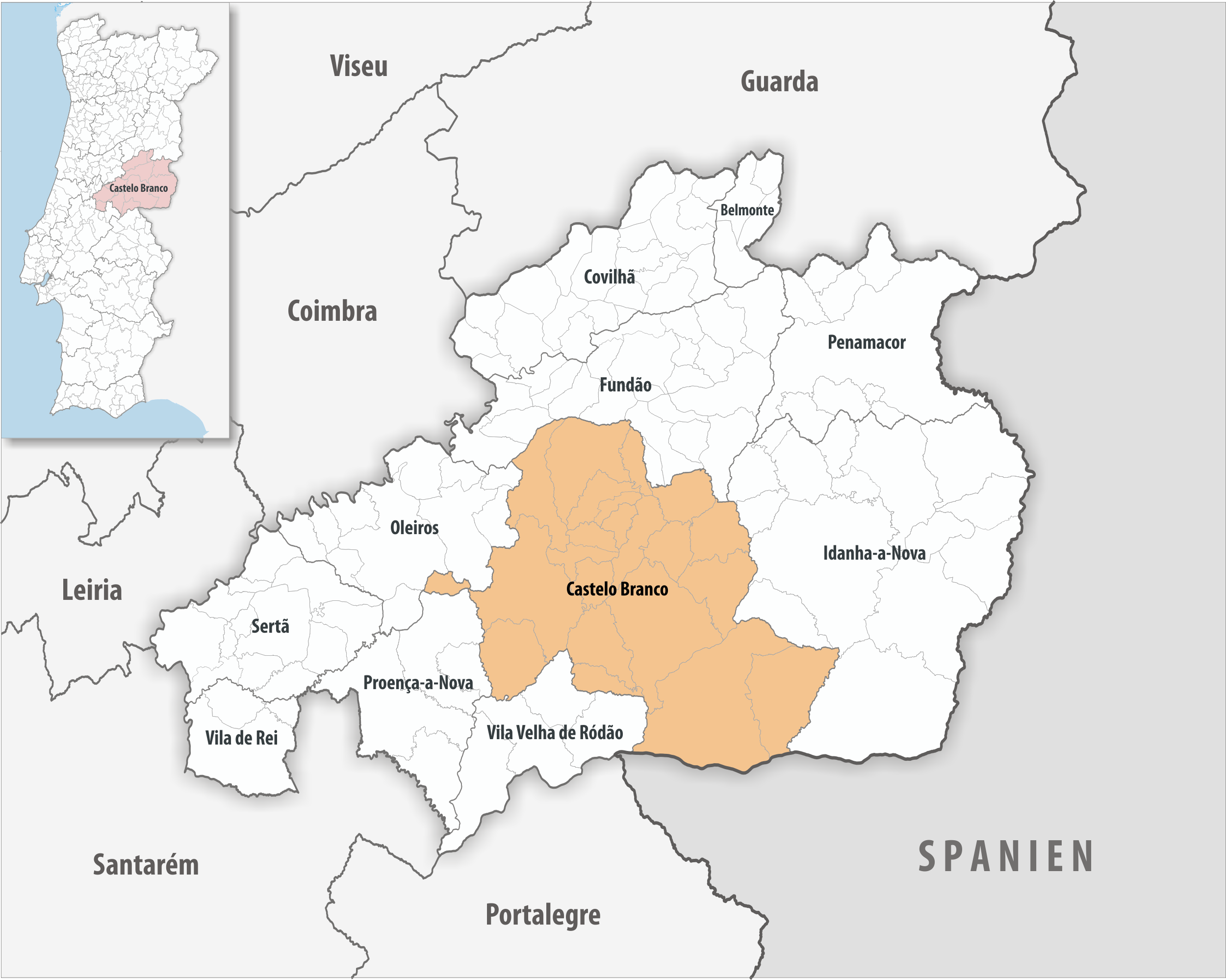
Kreis Castelo Branco

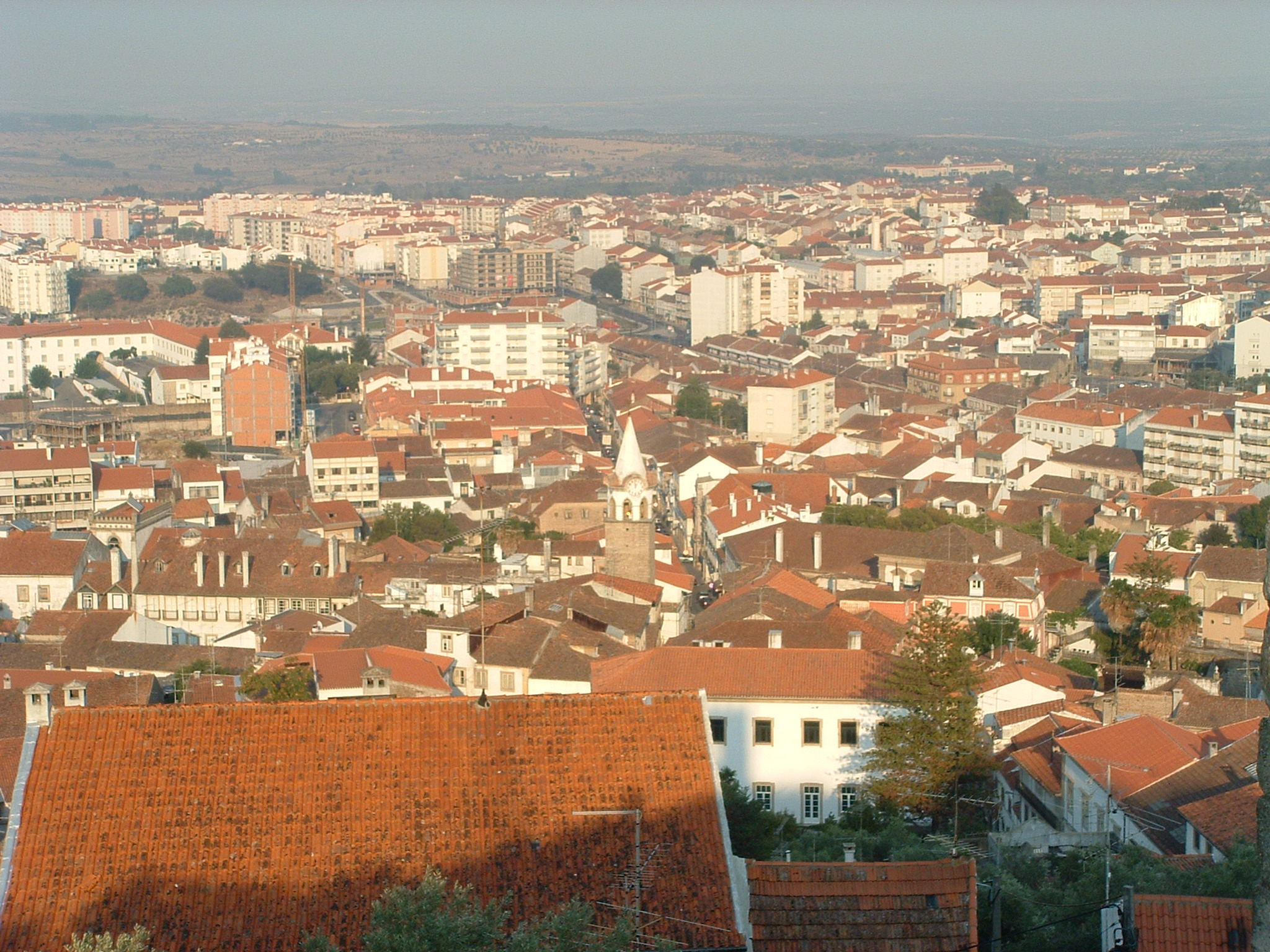
Blick von der Burg auf Castelo Branco

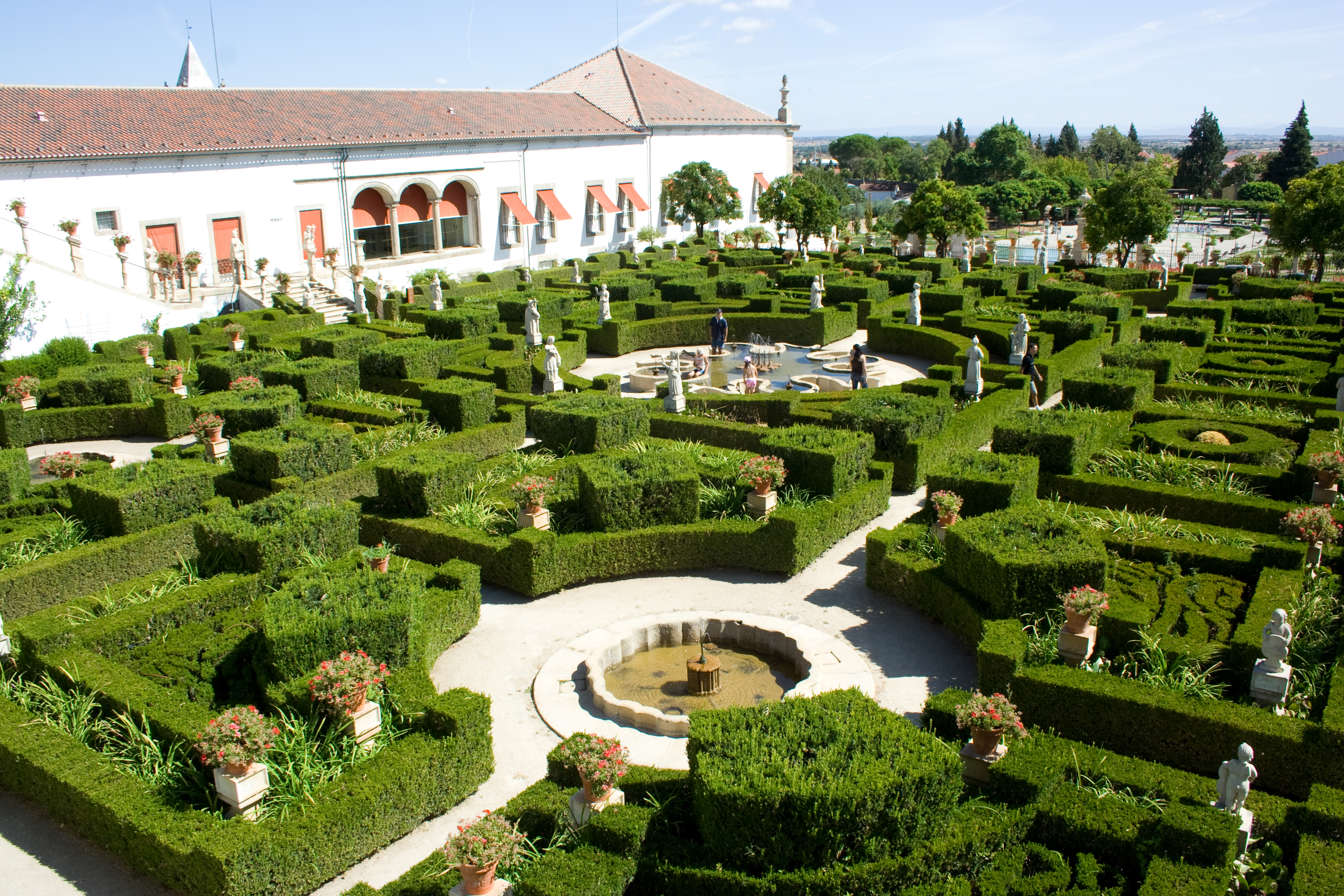
Jardim do Paço in Castelo Branco

Castelo Branco (port. für Weiße Festung, IPA [kɐʃ'tɛlu 'bɾɐ̃ku]) ist eine Stadt in Portugal. Sie ist Hauptstadt des Distriktes Castelo Branco, gehört zur Region Região Centro und zur Unterregion Beira Interior Sul. Sie hat 34.455 Einwohner (Stand 19. April 2021).

## Geschichte
Die vermutlich von den antiken Römern errichtete Festung wurde 1165 im Zuge der Reconquista von Portugal erobert und 1182 den Tempelrittern überlassen, die hier eine Burg errichteten (1230 fertiggestellt). Seine ersten Stadtrechte (Foral) erhielt der Ort 1213. Im Verlauf des 13. Jahrhunderts entwickelte sich der Ort und wuchs über die Stadtmauern hinaus. König D. Afonso IV. ließ daher die Stadtmauern 1343 erweitern. Auch eine bedeutende jüdische Gemeinde lebte hier.
König Manuel I. erneuerte die Stadtrechte 1510. Im Jahr 1535 wurde Castelo Branco erstmals zur Vila (Kleinstadt) erhoben.
Der Ort wurde 1771 zur Stadt (Cidade) erhoben. Er wurde danach Bischofssitz, bevor die Diözese 1881 wieder aufgelöst wurde. 1956 wurde die nunmehrige Konkathedrale São Miguel Arcanjo zweiter Bischofssitz.
Seit 1959 ist der Ort Sitz des gleichnamigen Distriktes. Im Jahr 2011 wurde die Rede de Judiarias gegründet, eine Vereinigung von Orten mit historisch bedeutenden jüdischen Gemeinden, zu denen Castelo Branco gehört.

## Verwaltung

### Der Kreis
Castelo Branco ist Zentrum einer der größten Kreise Portugals, der 1438 km² umfasst. Im Kreis leben 52.272 Einwohner (Stand 19. April 2021) in 19 Gemeinden. Nachbarkreise sind Fundão im Norden, Idanha-a-Nova im Süden, Vila Velha de Ródão im Südosten sowie Proença-a-Nova und Oleiros im Westen. Im Süden grenzt Castelo Branco außerdem an Spanien.
Mit der Gebietsreform im September 2013 wurden mehrere Gemeinden zu neuen Gemeinden zusammengefasst, sodass sich die Zahl der Gemeinden von zuvor 25 auf 19 verringerte.
Die Gemeinden des Kreises Castelo Branco sind folgende:
| Gemeinde                         | Einwohner (2021) | Fläche km² | Dichte Einw./km² | LAU- Code |
| -------------------------------- | ---------------- | ---------- | ---------------- | --------- |
| Alcains                          | 4.615            | 36,94      | 125              | 050201    |
| Almaceda                         | 511              | 72,19      | 7                | 050202    |
| Benquerenças                     | 637              | 61,03      | 10               | 050203    |
| Castelo Branco                   | 34.455           | 170,26     | 202              | 050205    |
| Cebolais de Cima e Retaxo        | 1.609            | 25,13      | 64               | 050226    |
| Escalos de Baixo e Mata          | 1.038            | 70,08      | 15               | 050227    |
| Escalos de Cima e Lousa          | 1.256            | 51,24      | 25               | 050228    |
| Freixial e Juncal do Campo       | 668              | 40,67      | 16               | 050229    |
| Lardosa                          | 888              | 44,47      | 20               | 050211    |
| Louriçal do Campo                | 557              | 22,31      | 25               | 050212    |
| Malpica do Tejo                  | 381              | 246,02     | 2                | 050214    |
| Monforte da Beira                | 320              | 120,35     | 3                | 050216    |
| Ninho do Açor e Sobral do Campo  | 622              | 42,97      | 14               | 050230    |
| Póvoa de Rio de Moinhos e Cafede | 861              | 41,07      | 21               | 050231    |
| Salgueiro do Campo               | 775              | 30,34      | 26               | 050220    |
| Santo André das Tojeiras         | 588              | 74,87      | 8                | 050221    |
| São Vicente da Beira             | 961              | 100,00     | 10               | 050222    |
| Sarzedas                         | 1.017            | 172,05     | 6                | 050223    |
| Tinalhas                         | 513              | 16,19      | 32               | 050225    |
| Kreis Castelo Branco             | 52.272           | 1.438,18   | 36               | 0502      |

### Bevölkerungsentwicklung
| Einwohnerzahl im Kreis Castelo Branco (1801–2011) | Einwohnerzahl im Kreis Castelo Branco (1801–2011) | Einwohnerzahl im Kreis Castelo Branco (1801–2011) | Einwohnerzahl im Kreis Castelo Branco (1801–2011) | Einwohnerzahl im Kreis Castelo Branco (1801–2011) | Einwohnerzahl im Kreis Castelo Branco (1801–2011) | Einwohnerzahl im Kreis Castelo Branco (1801–2011) | Einwohnerzahl im Kreis Castelo Branco (1801–2011) | Einwohnerzahl im Kreis Castelo Branco (1801–2011) | Einwohnerzahl im Kreis Castelo Branco (1801–2011) |
| ------------------------------------------------- | ------------------------------------------------- | ------------------------------------------------- | ------------------------------------------------- | ------------------------------------------------- | ------------------------------------------------- | ------------------------------------------------- | ------------------------------------------------- | ------------------------------------------------- | ------------------------------------------------- |
| 1801                                              | 1849                                              | 1900                                              | 1930                                              | 1960                                              | 1981                                              | 1991                                              | 2001                                              | 2011                                              |                                                   |
| 11.536                                            | 19.093                                            | 38.302                                            | 50.434                                            | 63.091                                            | 54.908                                            | 54.310                                            | 55.708                                            | 56.109                                            |                                                   |

### Städtepartnerschaften
- Brasilien: Umuarama
- Spanien: Cáceres
- Volksrepublik China: Zhuhai
- Brasilien: Petrolina
- Spanien: Plasencia
- Angola: Huambo[7]

## Verkehr
Castelo Branco liegt an der Autobahn A23 und ist ein Haltepunkt der Eisenbahnstrecke Linha da Beira Baixa. Der Ort ist in das landesweite Busnetz der Rede Expressos eingebunden.
Das Stadtgebiet wird von sechs Buslinien abgedeckt, hinzu kommen verschiedene regionale Busverbindungen zu umliegenden Städten und Gemeinden.

## Söhne und Töchter der Stadt

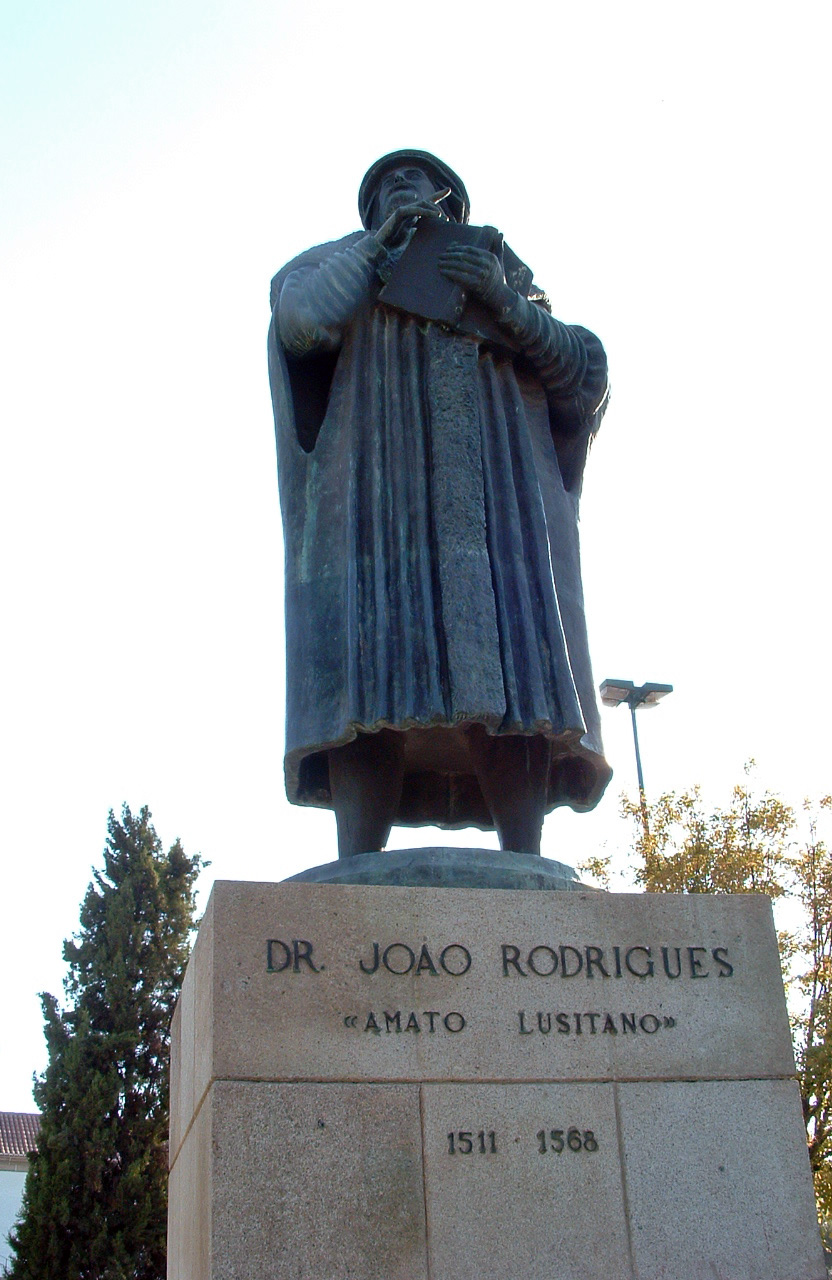
Denkmal für Amato Lusitano in Castelo Branco

- Afonso de Paiva (1443–1490), Entdecker und Diplomat
- João Roiz de Castel-Branco, († 1515), Dichter der Renaissance
- Amatus Lusitanus (1511–1568), jüdisch-portugiesischer Arzt
- Manuel Dias (1574–1659), jesuitischer Missionar und Astronom
- João da Mota e Silva (1685–1747), Kardinal und Politiker
- José Ramos Preto (1871–1949), Jurist und Politiker, kurzzeitig Ministerpräsident 1920
- Maria Olguim (1898–1984), Schauspielerin
- Eugénia Lima (* 1926), Akkordeonmusikerin
- António Baltasar Marcelino (1930–2013), Bischof von Aveiro
- António Salvado (* 1936), Schriftsteller und Lyriker
- Ângela Ribeiro (* 1940), Schauspielerin
- Vasco Lourenço (* 1942), Mitglied des revolutionären Movimento das Forças Armadas
- Marçal Grilo (* 1942), Politiker, Erziehungsminister (1995–1999)
- Carlos Correia (* 1947), Schriftsteller, Dramatiker, Pädagoge und Kommunikationswissenschaftler
- José Manuel Castanheira (* 1952), Theaterregisseur
- João Filipe Fazendas Vaz, Sportjournalist auch in Spanien für seine Analyse und Kenntnis des lusophonen Fußballs bekannt.
- Nuno Melo  (1960–2015), Schauspieler
- Joaquim Nicolau (* 1964), Schauspieler
- Nuno Filipe Sousa Rolão Dias Santos (* 1976), Fußballspieler
- Ana Hormigo (* 1981), Judoka
- Sónia Tavares (* 1986), Leichtathletin
- Francisco Belo (* 1991), Kugelstoßer und Diskuswerfer